# 關喬昌

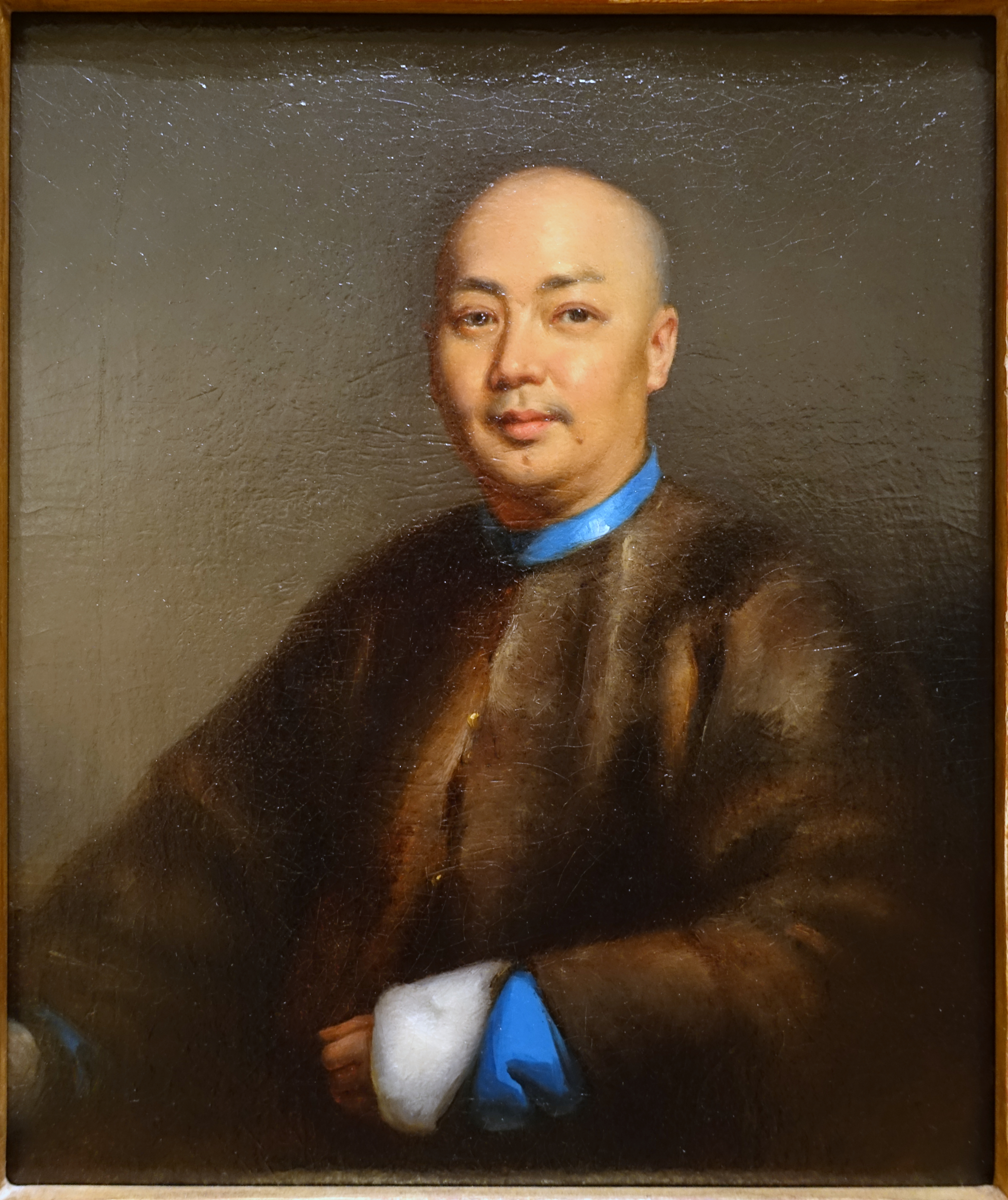
林官的畫像

關喬昌，號林官（1801年—1860年），廣東南海人，洋人稱之為“琳呱”（Lam Qua）（没有具体考证到关乔昌与“琳呱”是同一人），清代油畫家，其在廣州十三行的畫店，為晚清外銷畫主要生產地點。

## 生平
1830年林官在廣州十三行同文街16號開設畫室，跟歐美人士有著廣泛的接觸。
其畫最初只有外形，无阴影、透视，只是低水平的作畫，後得英国画家乔治·钱纳利（George Chinney）的指導，遂成西洋名畫家，他曾畫過83張腫瘤生長過程示意圖，提供耶魯醫學院的教案。林官的四弟關聯昌，洋人称为庭呱（Tin Qua），也是一名畫家，原是錢的助手，後因與钱纳利競爭生意，兩人交惡。
1845年9月其將畫館搬往香港皇后大道3號的奧斯活大廈。
1843年曾在澳門小住，為當地美國僑民繪畫肖像。

## 評價
其畫作牽涉大量中外商人（如盧文錦像）、旅行家、政治家（如耆英像、林則徐像等），對研究中西經濟文化交流史的具有歷史文獻價值。

耆英像
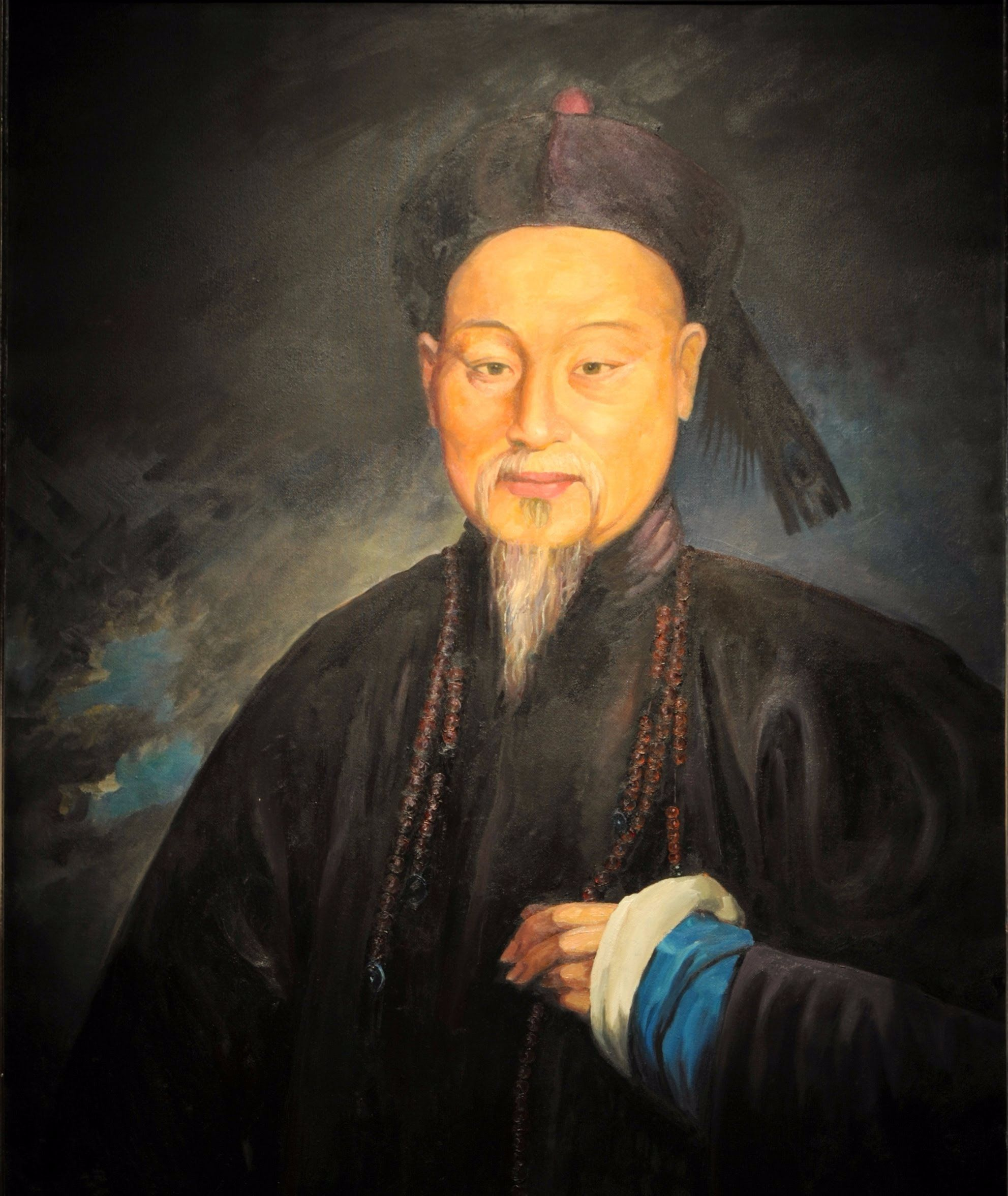
林则徐像
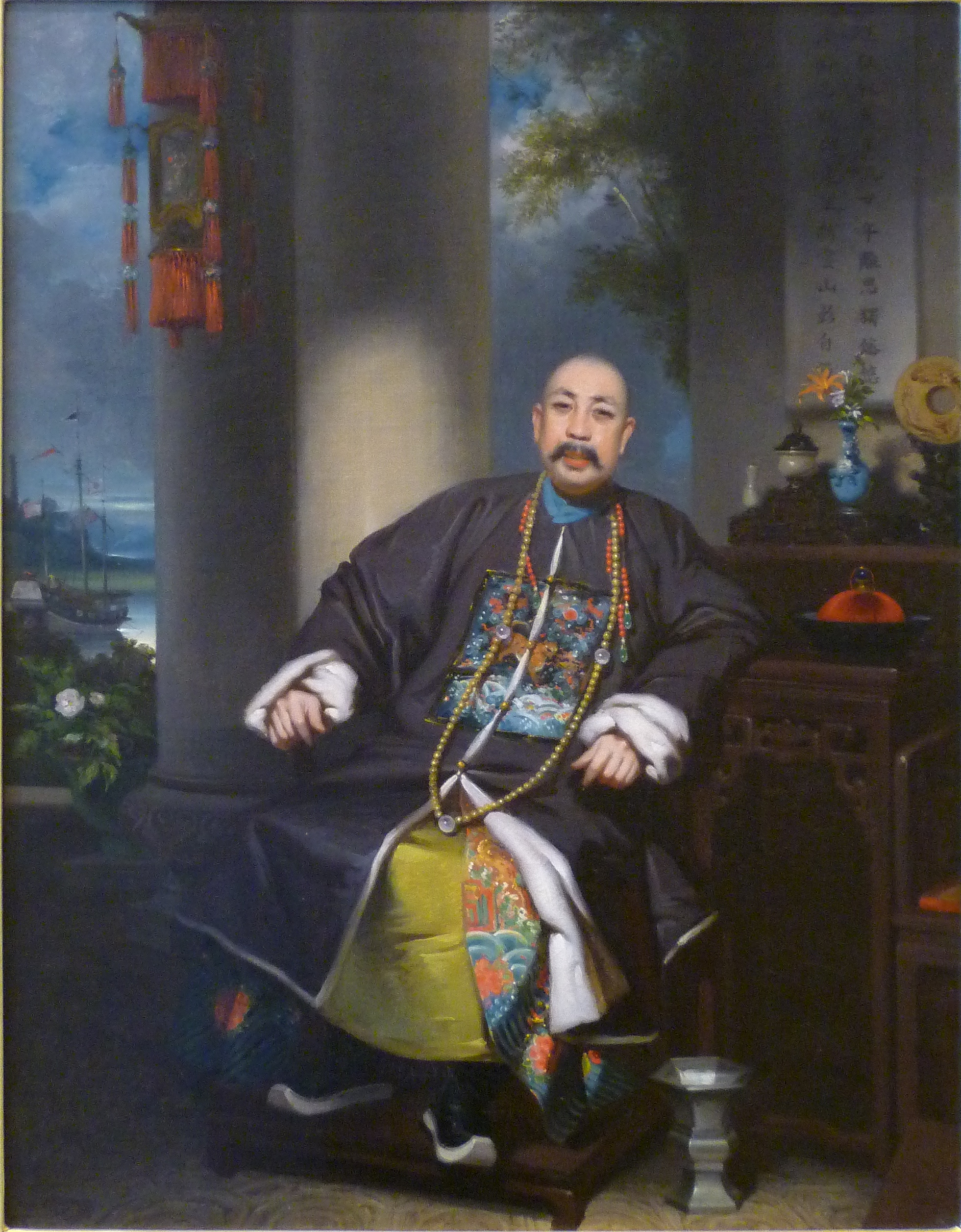
盧文錦像

## 傳世作品
伯驾（Peter Parker）在廣州創辦博濟醫院，關有感于其免费为华人治病，自愿免费为之画下各种病状。有关记录尚存有110幅，其中86幅在耶鲁大学医学院图书馆（Yale Medical Library （页面存档备份，存于）），23幅在伦敦盖氏医院的戈登博物馆（Gordon Museum at Guy’s Hospital），一幅在波士顿的康特威图书馆(Countway Library）；其中有30多幅是肿瘤患者的画像。

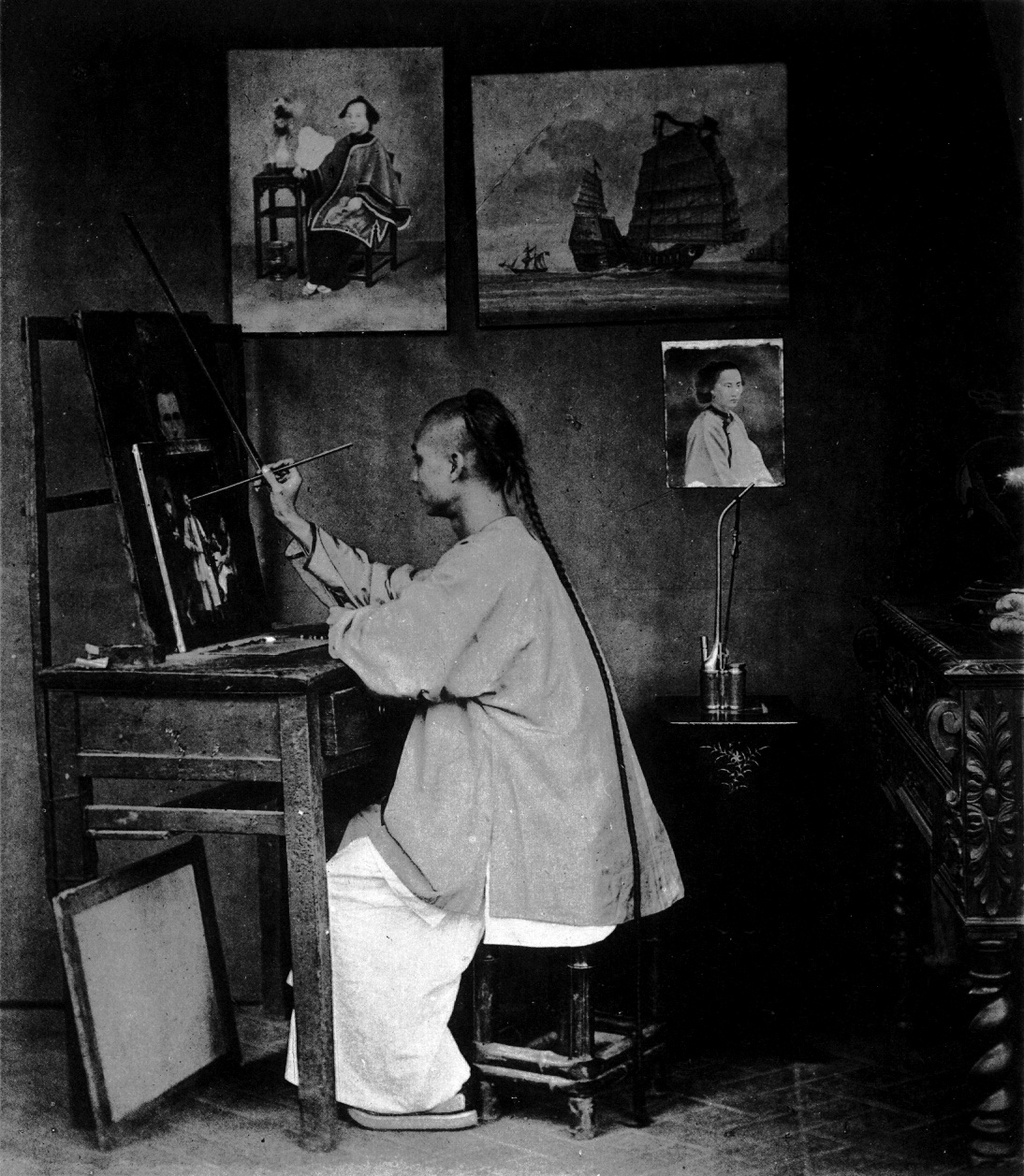
林官在作画